# Mieczysław Cholewa (regionalista)
Mieczysław Cholewa (ur. 1913, zm. 1978) – polski nauczyciel, fotograf, regionalista i etnograf amator.

## Życiorys
Pochodził z inteligenckiej rodziny. Z zawodu był nauczycielem. Amatorsko zajmował się etnografią i fotografią dokumentując kulturę ludową polskich Karpat. Kolekcjonował również stroje ludowe. Niektóre swoje zdjęcia wydawał w formie pocztówek.
W 2015 Muzeum Etnograficzne w Warszawie zakupiło 600 zdjęć ze zbiorów Mieczysława Cholewy, a kolejne 200 otrzymało w darze. Muzeum posiada również liczący 130 obiektów zbiór strojów, instrumentów i przedmiotów codziennego użytku z kolekcji Mieczysława Cholewy.
270 zdjęć z kolekcji Mieczysława Cholewy prezentowane było na wystawie pt. „Fotogawęda. Ze zbiorów Mieczysława Cholewy” w Muzeum Etnograficznym w Warszawie (18.06.2021-27.02.2022). Katalog z tej wystawy autorstwa Joanna Bartuszek był kandydatem do Nagrody im. ks. prof. Bolesława Kumora.